# دنيس ستوك
دنيس ستوك (بالإنجليزية: Dennis Stock)‏ هو مصور أخبار ومصور وكاتب أمريكي، ولد في 24 يوليو 1928 في نيويورك في الولايات المتحدة، وتوفي في 11 يناير 2010 في ساراسوتا في الولايات المتحدة بسبب سرطان الكبد وسرطان القولون.

## وصلات خارجية
- دنيس ستوك على موقع ميوزك برينز (الإنجليزية)
- دنيس ستوك على موقع ديسكوغز (الإنجليزية)